# Frederick Meadows
Frederick „Fred“ Meadows (* 11. November 1886; † 17. Dezember 1975) war ein kanadischer Mittel- und Langstreckenläufer.
Bei den Olympischen Spielen 1908 in London wurde er Sechster über fünf Meilen und schied über 1500 m im Vorlauf aus.